# Центр волейбола Азербайджана
Центр волейбола Азербайджана (азерб. Azərbaycan voleybol mərkəzi) — волейбольный спортивный центр, включающий в себя административное здание, волейбольный комплекс и отель женского волейбольного клуба «Азерйол» Баку. Открытие центра состоялось 18 октября 2012 года, в День национальной независимости Азербайджанской Республики. На волейбольной арене Центра проводятся также матчи чемпионата Азербайджана по волейболу среди женских команд, а также международные встречи. 

## История
Открытие Центра Волейбола Азербайджана, начало строительства которого было положено в феврале 2011 года, состоялось 18 октября 2012 года, в день празднования Дня Независимости Азербайджанской Республики. 21 декабря 2012 года Центр посетил президент Азербайджанской Республики Ильхам Алиев. Строительные работы велись компанией «VIP Sport Construction».
18 октября 2012 года, на стадионе также состоялась церемония открытия женской волейбольной Супер-лиги, а также матчи открытия чемпионата между командами «Локомотив» - «Телеком Баку» 3:0, «Баку-Азерйол» - «Локомотив-Баладжары» 3:1 и «Игтисадчи» - «Азеррейл» 3:1.

## Описание

### Административное здание
В административном здании расположена Федерация волейбола Азербайджана. Она также функционирует, как центральная база бакинских женских волейбольных клубов «Азерйол» и «Азеррейл».
Проект здания, построенного азербайджанскими и зарубежными специалистами в современном архитектурном стиле на основе новейших технологий, был признан одним из лучших на состоявшейся в 2009 году в немецком городе Кельне архитектурной выставке.  Здание трехэтажное, в нем созданы все условия для деятельности рабочих групп, тренеров и менеджеров. Также имеются: конференц-зал, 100-местная столовая, тренировочный зал и кабинет медицинской помощи, где установлены самые современные оборудования.

### Отель
Шестиэтажный отель состоит из 36 номеров, рассчитанных на 61 посетителя, в том числе двух VIP-номеров, ресторана и кафетерия. В отеле созданы все необходимые условия для участвующих на учебно-тренировочных сборах спортсменок и гостей. Соответствующий высоким стандартам отель, придает архитектурному ансамблю комплекса особую красоту. Кроме номеров, в отеле есть также столовая, прачечная, кафе и другие помещения.

### Стадион
Волейбольный стадион Центра является учебно-тренировочной базой клубов «Азеррейл» и «Азерйол». Площадка стадиона полностью соответствует стандартам Европейской конфедерации волейбола и Международной федерации волейбола. Одной из особенностей данного спортивного сооружения является то, что оно имеет пространственную конструкцию. Вместимость трибун - 2 тысячи зрителей. Установленное на площадке современное таблоо рекомендовано Европейской конфедерацией волейбола всем федерациям в качестве образца. С помощью установленных в зале LED-мониторов можно следить за проходящими соревнованиями.
Европейская Федерация Волейбола положительно приняла данный стадион и дала согласие на проведение здесь Европейских соревнований.
Здесь также имеются - тренажорный зал, столовая, медицинская комната, раздевалки, душевые комнаты, конференц-зал с синхронным переводом на 50 человек, сауна и другие рабочие помещения.

## Соревнования
Центр волейбола является не только домашней ареной бакинских волейбольных клубов «Азерйол», «Азеррейл» и «Локомотив», которые проводят на данном стадионе свои международные матчи, но также является местом проведения матчей женской волейбольной Супер-лиги Азербайджана, а также других международных матчей, таких, как матчи Евролиги, различные конференции, встречи и семинары.

## Адрес
Центр Волейбола расположен по адресу: город Баку, поселок Дарнагюль, Дарнагюльское шоссе, 106.

## См.также
- Азеррейл
- Азерйол
- Чемпионат Азербайджана по волейболу среди женщин